# Archidiocèse de Blantyre
Pour les articles homonymes, voir Blantyre.
L'archidiocèse métropolitain de Blantyre est (avec l'Archidiocèse de Lilongwe) un des deux archidiocèses du Malawi. Son siège est à Blantyre, la ville la plus peuplée du pays, capitale de la Région Sud.
Les évêchés suffragants sont Chikwawa (en), Mangochi (en) et Zomba (en).
L'archevêque actuel est Thomas Luke Msusa.

## Histoire
Le 3 décembre 1903 la préfecture apostolique de Shiré est érigée à partir du vicariat apostolique du Nyassa, elle devient vicariat apostolique de Shiré le 14 août 1908. 
Le 15 mai 1952 il est renommé vicariat apostolique de Blantyre.
Le 25 avril 1959 est érigé l'archidiocèse de Blantyre.